# 영변 5메가와트 원자로
영변 5메가와트 원자로는 북한 영변의 영변 원자력 연구소에 위치한 실험용 원자로이다. 열출력 30메가와트, 전기출력 5메가와트급 흑연 감속로이다.

## 역사
1986년 건설되었으며, 2008년에 불능화되었다.
2003년 2월 26일, 북한이 5메가와트급 원자로를 재가동했다.
2008년 6월 27일 미국 국무부 성김 한국과장을 초청하여 영변 5메가와트 원자로의 냉각탑을 폭파했다.
현재 북한이 보유중인 핵시설은 1965년 구소련이 영변에 건설해준 IRT-2000 원자로(열출력 2메가와트), 1986년 건설한 영변 5메가와트 원자로(열출력 30메가와트), 플루토늄 재처리시설, 농축우라늄공장 등 4가지다.
2018년 7월 6일, 5메가와트 원자로의 추가 냉각장지 설비를 완성했다고 38노스가 보도했다.

## 플루토늄
원자로의 플루토늄 생산량에 대해서는 여러 가지 분석이 있다.
- 원자로에는 8000개의 핵연료봉이 장전된다. 3년간 사용된 후에 폐연료봉이 된다. 영변 플루토늄 재처리시설에서 8000개의 폐연료봉에서 최저 33 kg, 최대 53 kg의 플루토늄을 추출할 수 있다. 하루 폐연료봉 0.5톤을 재처리할 수 있으며, 모두 재처리하는데는 100일이 걸린다.
- 흑연감속로를 하루 가동하면 열출력 1메가와트 당 0.9g의 플루토늄이 생산된다는 점을 감안할 때 5메가와트 원자로는 열출력으로 25메가와트여서 1년 동안 85% 가동율을 유지하면 약 7kg의 플루토늄 생산이 가능한 것으로 분석되고 있다.[2]
- 경남대학교 극동문제연구소 김동엽 교수는 "통상 8000개 연료봉을 1년간 가동후 재처리하면 플루토늄 5~7kg을 추출할 수 있다. 3~4년이면 20~25kg추출이 가능한데, 8000개 연료봉을 재처리 하는데 걸리는 시간은 보통 5~8개월" 이라고 말했다.[3]

## 핵폭탄
1994년 현재 IAEA가 핵폭탄 1개 제조에 8 kg, 미국 정부가 5-6 kg의 플루토늄이 필요하다고 추정하고 있는 것은 히로시마 원폭시대의 기술에 근거한 것으로, 미국은 1951년에 플루토늄 3 kg으로 핵폭탄 1개를 만들었다. 따라서, 1994년 북한은 핵폭탄 1개 제조에 플루토늄 1 kg이 필요하다고 계산하는 것이 타당하다고 미국 워싱턴의 저명한 씽크탱크인 NRDC가 보고서를 발표했다.

## 같이 보기
- 영변 원자력 연구소
- 영변 30메가와트 원자로